# El derecho de nacer (telenovela de 1958)
El derecho de nacer fue una telenovela cubana producida y dirigida para CMQ Televisión en 1958. Estuvo protagonizada por Violeta Jiménez, Salvador Levy y Hada Béjar, como también con Carlos Badías en el rol antagónico. Primera adaptación en formato de telenovela de la obra homónima de Félix B. Caignet.

## Elenco
- Violeta Jiménez - Isabel Cristina Del Junco
- Salvador Levy - Alberto "Albertico" Limonta
- Hada Béjar - María Elena Del Junco
- Carlos Badías - Don Rafael Del Junco
- Velia Martínez - Doña Clemencia Rivera de Del Junco
- Gladys Zurbano - María Dolores Limonta "Mamá Dolores"
- Paul Díaz - Jorge Luis Armenteros
- Alejandro Lugo
- Gina Cabrera
- Minín Bujones
- Miguel Navarro
- Ramón Antonio Crusellas
- Julián González

## Equipo técnico
- Historia: Félix B. Caignet
- Dirección: Sergio Doré